# Mistrzostwa Świata w Kolarstwie Przełajowym 1979
30. Mistrzostwa Świata w Kolarstwie Przełajowym 1979 odbyły się we włoskiej miejscowości Saccolongo, 28 stycznia 1979 roku. Rozegrano wyścigi mężczyzn w kategoriach zawodowców i amatorów. 18 lutego w hiszpańskiej miejscowości Ordicia po raz pierwszy rozegrano także wyścig juniorów.

## Medaliści
| Konkurencja:                 | Złoto:         | Czas      | Srebro:            | Czas     | Brąz:           | Czas     |
| Klasyfikacja mężczyzn        |                |           |                    |          |                 |          |
| Zawodowcy (28 stycznia 1979) | Albert Zweifel | 1:28.33 h | Gilles Blaser      | + 4:03 m | Robert Vermeire | + 9:27 m |
| Amatorzy (28 stycznia 1979)  | Vito Di Tano   | 1:10:17 h | Hennie Stamsnijder | + 0:41 m | Ueli Müller     | + 1:06 m |
| Juniorzy (18 lutego 1979)    | Iñaki Vijandi  | 50:43 m   | Bart Musschoolt    | + 0:58 m | Heinz Matschke  | + 1:35 m |

## Szczegóły

### Zawodowcy
| Medal | Zawodnik        | Narodowość      | Czas      |
| ----- | --------------- | --------------- | --------- |
|       | Albert Zweifel  | Szwajcaria      | 1:28.33 h |
|       | Gilles Blaser   | Szwajcaria      | + 4:03    |
|       | Robert Vermeire | Belgia          | + 8:21    |
| 4     | Jan Teugels     | Belgia          | + 9:27    |
| 5     | Erwin Lienhard  | Szwajcaria      | + 10:33   |
| 6     | Richard Steiner | Szwajcaria      | + 12:18   |
| 7     | Lucien Zeimes   | Luksemburg      | + 17:08   |
| 8     | Juan Gorostidi  | Hiszpania       | + 1 okr.  |
| 9     | Giuseppe Fatato | Włochy          | + 1 okr.  |
| 10    | Eric Stone      | Wielka Brytania | + 1 okr.  |

### Amatorzy
| Medal | Zawodnik             | Narodowość | Czas      |
| ----- | -------------------- | ---------- | --------- |
|       | Vito Di Tano         | Włochy     | 1:10:17 h |
|       | Hennie Stamsnijder   | Holandia   | + 0:41    |
|       | Ueli Müller          | Szwajcaria | + 1:06    |
| 4     | Franco Vagneur       | Włochy     | + 1:11    |
| 5     | Tadeusz Steinke      | Polska     | + 1:14    |
| 6     | Mieczysław Cielecki  | Polska     | + 1:21    |
| 7     | Herman Snoeyink      | Holandia   | + 1:39    |
| 8     | Grzegorz Jaroszewski | Polska     | + 1:50    |
| 9     | Andrzej Mąkowski     | Polska     | + 2:07    |
| 10    | Fritz Saladin        | Szwajcaria | + 2:19    |

### Juniorzy
| Medal | Zawodnik          | Narodowość     | Czas    |
| ----- | ----------------- | -------------- | ------- |
|       | José Iñaki        | Hiszpania      | 50:43 m |
|       | Bart Musschoolt   | Belgia         | + 0:58  |
|       | Heinz Matschke    | RFN            | + 1:35  |
| 4     | Radomír Šimůnek   | Czechosłowacja | + 1:53  |
| 5     | Jokin Mujika      | Hiszpania      | + 1:54  |
| 6     | Eddy De Bie       | Belgia         | + 2:07  |
| 7     | Kurt Meier        | Szwajcaria     | + 2:15  |
| 8     | Nico Verhoeven    | Belgia         | + 2:34  |
| 9     | Heino Pöhlmann    | RFN            | + 2:44  |
| 10    | Eric Vanderaerden | Belgia         | + 3:03  |

## Tabela medalowa
| Miejsce | Państwo    |   |   |   |   |
| ------- | ---------- | - | - | - | - |
| 1.      | Szwajcaria | 1 | 1 | 1 | 3 |
| 2.      | Hiszpania  | 1 | 0 | 0 | 1 |
| 2.      | Włochy     | 1 | 0 | 0 | 1 |
| 4.      | Belgia     | 0 | 1 | 1 | 1 |
| 5.      | Holandia   | 0 | 1 | 0 | 1 |
| 6.      | RFN        | 0 | 0 | 1 | 1 |